# Von
Pour les articles homonymes, voir Von (homonymie).

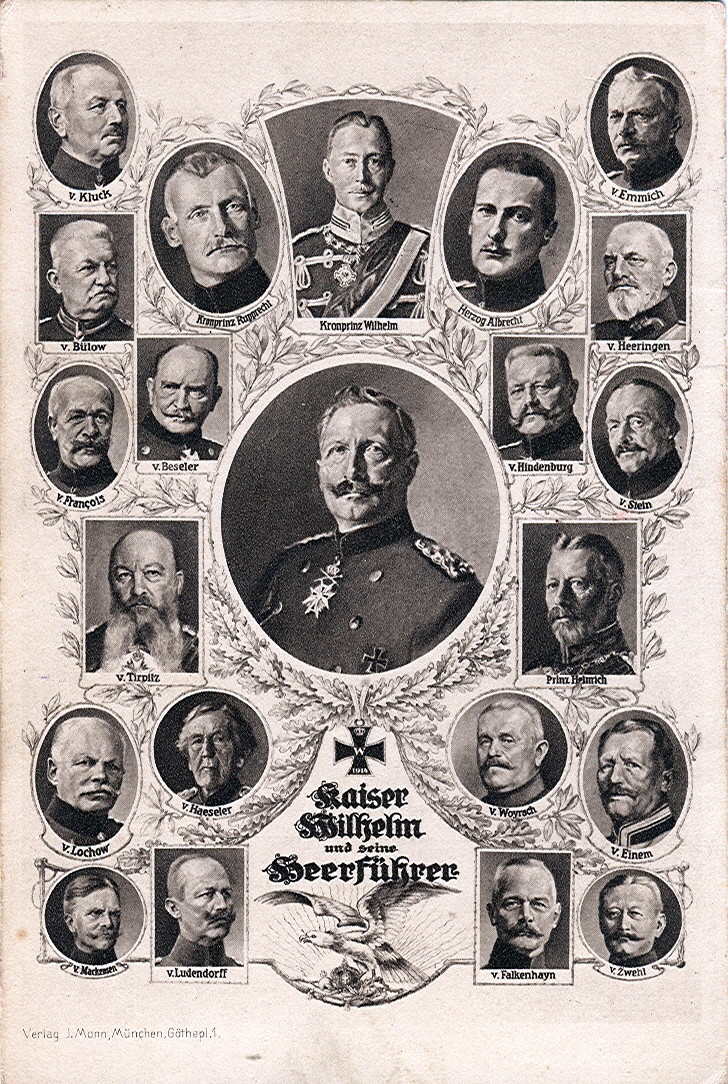
Le Kaiser Guillaume et ses généraux, parmi eux, beaucoup de généraux proviennent de l'aristocratie prussienne comme le maréchal Ferdinand Albert Alexis Graf von Haeseler.

En allemand, von [fɔn] est une préposition qui signifie « de » ou « venant de ». Elle a le rôle de la particule dans la noblesse allemande.
Dans les annuaires de la noblesse comme l’Almanach de Gotha, le terme noble von est souvent abrégé en v. Dans les noms médiévaux ou du début des temps modernes, la particule von était parfois ajoutée aux noms de roturiers ; ainsi, Hans von Duisburg signifiait « Hans de [la ville de] Duisburg ». Ce sens est conservé dans les noms de famille toponymiques suisses et dans le néerlandais van, qui est un équivalent de von mais n'indique pas nécessairement la noblesse.

## Usage de la majuscule en allemand
Le dictionnaire allemand Duden recommande de mettre une majuscule au préfixe von en début de phrase, mais pas dans sa forme abrégée, afin d'éviter toute confusion avec un prénom abrégé. En revanche, le code typographique suisse de la Neue Zürcher Zeitung recommande d'omettre complètement le préfixe von en début de phrase.
Ainsi, pour vouloir dire « Von Humbold est venu plus tard » :
- Styles du Duden : « Von Humboldt kam später », et « v. Humboldt kam später ».
- Style de la Neue Zürcher Zeitung : « Humboldt kam später »